# ウィック回転
ウィック回転（ウィックかいてん、英: Wick rotation）とは、理論物理学においてミンコフスキー空間上の数学問題をユークリッド空間上の問題に置き換えて解くための操作であり、実変数を虚数に置き換えることによるミンコフスキー空間とユークリッド空間との間での相互変換である。この変換は量子力学などの物理学諸分野で用いられる。この変換が回転（rotation）と呼ばれるのは、複素平面上で実軸から虚軸へ位相π/2回転させることを意味する。1954年にイタリアの物理学者、ジャンカルロ・ウィックによって初めて導入された。

## 概要
ミンコフスキー空間（4次元時空）の計量は、計量テンソルをdiag(-1,+1,+1,+1)とすると、
{\displaystyle \mathrm {d} s^{2}=-(\mathrm {d} t^{2})+\mathrm {d} x^{2}+\mathrm {d} y^{2}+\mathrm {d} z^{2}}
となる。一方、4次元ユークリッド空間の計量は
{\displaystyle \mathrm {d} s^{2}=\mathrm {d} \tau ^{2}+\mathrm {d} x^{2}+\mathrm {d} y^{2}+\mathrm {d} z^{2}}
である。ここで、ミンコフスキー空間の時間座標 t を虚数としたとき、すなわち、時間 t を虚軸上の値と制限したとき、ミンコフスキー計量はユークリッド計量となる。逆に、ユークリッド空間上の座標τを虚数としたとき、ユークリッド計量はミンコフスキー計量となる。
物理学では、座標(x, y, z, t) で表現されるミンコフスキー空間上での問題を扱う際、t →-iτと置き換えることで、座標 (x, y, z, τ)で表現されるユークリッド空間上での問題へと変換すると、より簡単に問題が扱える場合がある。このようにして得られたユークリッド空間上での解は、（必要であれば）再びウィック回転され、本来の問題の解が導出される。

## 統計力学と量子力学の対応
ウィック回転は統計力学を量子力学と対応付ける際にも用いられる。このとき、統計力学における逆温度1/kB T は量子力学における虚時間 {\displaystyle it/\hbar } と置き換えられる。
まず、温度 T における調和振動子の集団を考える。エネルギー E を持つ調和振動子が実現する相対的確率は、カノニカル分布におけるボルツマン因子の形式でexp(-E /kB T ) と書くことができる。ここで、kB はボルツマン定数である。これより、可観測量 Q の期待値は、規格化定数を省略すると、
{\displaystyle \sum _{j}Q_{j}e^{-E_{j}/(k_{B}T)}\,}
と表せる。
次に、ハミルトニアン H のもとで時間 t について発展する基底状態の重ね合わせにおいて、量子的な調和振動子1つを考える。エネルギー E を持つ基底状態の相対的な位相変化は{\displaystyle \exp(-Eit/\hbar )}となる。ここで、{\displaystyle \hbar }は換算プランク定数である。この状態の均一な重ね合わせ
{\displaystyle |\psi \rangle =\sum _{j}|j\rangle \,}
が、任意の重ね合わせ
{\displaystyle |Q\rangle =\sum _{j}Q_{j}|j\rangle \,}
へと遷移するような遷移確率振幅は、規格化定数を省略すると、
{\displaystyle \langle Q|e^{-iHt/\hbar }|\psi \rangle =\sum _{j}Q_{j}e^{-E_{j}it/\hbar }\langle j|j\rangle =\sum _{j}Q_{j}e^{-E_{j}it/\hbar }}
となる。

## 経路積分と分配関数
上述の例は、統計力学の分配関数と量子力学の経路積分がどのように対応しているのかを示している。
統計力学では、温度 T の集団中にある調和振動子の状態は、熱ゆらぎによって最小エネルギー状態からずれた状態となっている。さらに、特定のエネルギー状態にある振動子が実現する確率は、最小エネルギーからの差が大きくなるにつれて指数関数的に減少する。
同様に、量子力学では、ポテンシャル中で動く量子的な粒子は、位相 exp(iS ) を用いて経路の重ね合せによって記述される。
このように、統計集団中での熱ゆらぎは、量子的な粒子が運動する経路の不確定性と対応している。

## 静力学と動力学の対応
ウィック回転によって、n 次元の静力学問題と n -1次元の動力学問題を対応付けることができる。このとき、静力学における空間1次元と動力学における時間1次元が置き換えられる。
単純な例として n = 2の場合を考える。端点が固定されたばねを重力場中に置く。このとき、ばねの形状は曲線 y(x ) によって表される。曲線に関わる全エネルギーが停留点にあるとき、このばねは釣り合いの位置にある。通常、この停留点がエネルギーの最小値となる。エネルギーを計算するためにはエネルギー密度を位置座標 x で積分すればよい。
{\displaystyle E=\int _{x}\left[k\left({\frac {\mathrm {d} y(x)}{\mathrm {d} x}}\right)^{2}+V(x)\right]\mathrm {d} x}
ここで、k はばね定数、V (x )は重力ポテンシャルである。
この静力学問題と対応する空間1次元の動力学問題は鉛直投げ上げ運動である。このとき、投げ上げられた物体は作用が停留点をとるような経路上を運動する。これが最小作用の原理である。作用 S はラグランジアンの時間積分として以下のように表される。
{\displaystyle S=\int _{t}\left[m\left({\frac {\mathrm {d} y(t)}{\mathrm {d} t}}\right)^{2}-V(t)\right]\mathrm {d} t}
以上から、ウィック回転を用いて静力学問題を動力学問題へ帰着させるためには、x →t 、dx →idt 、k →m と置き換えればよい。
{\displaystyle {\begin{aligned}E&\to \int _{t}\left[m\left({\frac {\mathrm {d} y(t)}{i\mathrm {d} t}}\right)^{2}+V(t)\right](i\mathrm {d} t)\\&=-i\int _{t}\left[m\left({\frac {\mathrm {d} y(t)}{\mathrm {d} t}}\right)^{2}-V(t)\right]\mathrm {d} t=-iS\end{aligned}}}

## 参照
1. ↑  Wick, G. C. (1954). “Properties of Bethe-Salpeter Wave Functions”. Physical Review 96 (4):  1124–1134. doi:10.1103/PhysRev.96.1124.